# Llengües occitanoromàniques
La branca de les llengües occitanoromàniques ajunta tots els dialectes de les llengües occitana i catalana, situades majoritàriament al sud de França, Andorra, Mònaco, al nord-est d'Espanya, a l'oest de la Itàlia continental, a la ciutat italiana de l'Alguer i a La Gàrdia. L'existència d'aquesta branca està en discussió tant per bases lingüístiques com per polítiques. De vegades també s'hi inclou la llengua aragonesa, així i tot no hi ha consens a causa de la castellanització que hi ha hagut en l'aragonès, però a nivell general, tots els dialectes principals de la llengua tenen un gran grau de proximitat sobretot amb el català i el gascó.
Segons alguns lingüistes, l'occità hauria d'incloure's a les llengües gal·loromàniques, i segons altres lingüistes el català també hauria de pertànyer a les gal·loromàniques. Encara que altres lingüistes consideren que el català i l'aragonès formen part de les llengües iberoromàniques.
La qüestió en debat és tant de base política com de lingüística, ja que la divisió en les llengües gal·loromàniques i iberoromàniques prové de la divisió dels estats d'Espanya i França, i, per això, la divisió té en compte més els criteris politicoadministratius que els històrics i lingüístics. Un dels principals proponents de la unitat de les llengües de la península Ibèrica és el filòleg Ramón Menéndez Pidal, mentre que altres com Wilhelm Meyer-Lübke (Das Katalanische, Heidelberg, 1925) sempre han fet suport al parentiu que tenen la llengua catalana amb l'occitana.

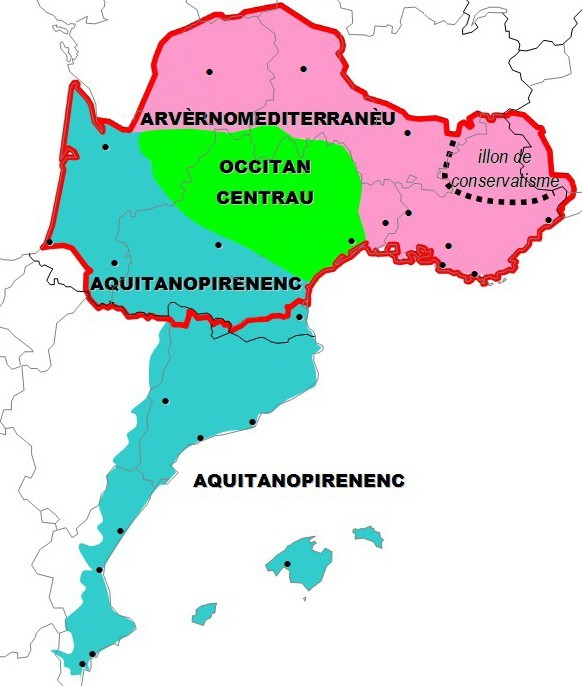
Classificació supradialectal de l'occitanoromànic segons Pèire Bec

Classificació supradialectal de l'occitanoromànic segon Domergue Sumien

Hi ha uns fets històrics indiscutibles, però, la llengua catalana, l'occitana i l'aragonesa tenen en comú l'origen en una mateixa mena de llatí, el diasistema gal·loromànic. Aquest llatí és el resultat d'una mateixa intensitat de la romanització a Catalunya i a Occitània, relacionada amb la proximitat de Roma, i també és la conseqüència d'un mateix substrat ibèric, si més no al sud d'Occitània. Les dues llengües comparteixen també el superstrat visigòtic i el fràncic, a més de la curta presència musulmana, si més no a la Catalunya Vella. El naixement del català i de l'occità s'esdevingué també en un moment de relacions per la pertinença de la Catalunya Vella i d'Occitània a l'Imperi Carolingi.
Durant l'edat mitjana, aproximadament durant cinc segles (del segle viii al xii) on hi havia una relació política, religiosa, comercial i cultural entre Occitània i Catalunya, encara no hi havia una clara diferència entre l'occità i el català. Al segle xii, la koiné de la poesia dels trobadors influí molt en el naixement del català literari. L'occità d'aquesta poesia dels trobadors, com a primera llengua vulgar que assolí el conreu culte, esdevingué un exemple d'ús formal de la llengua vulgar i quan en el català existien diferents alternatives formals, com en el cas de l'article, influí en la tria. Després, a partir del segle xiii, les diferències entre l'occità i el català s'accentuaren a poc a poc, un cop formada la koiné literària catalana i acabada la influència del Casal de Barcelona a Occitània, per la mort de Pere I el Catòlic a Muret. L'abandonament de la koiné literària trobadoresca també va fer més visibles les grans diferències entre les varietats de l'occità, unes varietats que també utilitzaren koinés literàries pròpies. Sobre això, cal destacar la producció literària gascona dels segles XV i XVI o el felibritge provençal.
L'aragonès per altra banda, encara que fos emprat en el Regne d'Aragó, va patir diglòssia envers el castellà des de ben aviat, i la seva relegació als Pirineus aragonesos va comportar que la interacció entre l'aragonès, el català i l'occità passés més desaparcebuda.

## Comparació lèxica
Els numerals en diferents varietats occitanorromàniques són:
| GLOSA | Occità septentrional  | Occità septentrional | Occità occid.         | Occità central i oriental | Occità central i oriental | Català                | Català                                       | Aragonès             | Aragonès             | Aragonès            |
| GLOSA | Alvernès              | Llemosí              | Gascó                 | Llenguadocià              | Provençal                 | Oriental              | Occidental                                   | Oriental (Benasqués) | Oriental (Ribagorçà) | Central (Belsetà)   |
| ----- | --------------------- | -------------------- | --------------------- | ------------------------- | ------------------------- | --------------------- | -------------------------------------------- | -------------------- | -------------------- | ------------------- |
| '1'   | yn / yna /ynɔ un, una | yⁿ / ynɔ un / una    | y / yɔ un / ua        | yn / ynɔ un / una         | yŋ / ynɔ/yna un / una     | un / unə un / una     | un / una un / una                            | un / una un / una    | un / una un / una    | un / una un / una   |
| '2'   | du / dua dos, doàs    | du / dua dos / doas  | dys / dyɔs dus / duas | dus / duɔs dos / doas     | dus / duas dos / doas     | dos / duəs dos / dues | dos / dues (val. dos)* dos / dues (val. dos) | dos dos              | dos dos              | dos dos             |
| '3'   | tre / tri tres        | tɾej tres            | tres                  | tres                      | tʀes tres                 | trɛs (bal. trəs) tres | tres                                         | tres tres            | tres tres            | tres tres           |
| '4'   | katʀə quatre          | katre quatre         | kwatə quatre          | katre quatre              | katʀe quatre              | kwatrə quatre         | kwatre quatre                                | kwatre quatre        | kwatre quatre        | kwatre quatre       |
| '5'   | ʃiⁿ cinc              | ʃiⁿ cinc             | siŋk cinc             | siŋk cinc                 | siⁿ/siŋk cinc             | siŋ / siŋk cinc       | siŋ / siŋk cinc                              | siŋk cinc            | θiŋk cinc            | θiŋko/θiŋgo cinco   |
| '6'   | sej seis              | sej sieis            | ʃeis sheis            | sjɛjs sièis               | sjej sieis                | sis                   | sis                                          | sejs/sis seis/sis    | sejs/sis seis/sis    | sejs seis           |
| '7'   | setə sete             | se sèt               | sɛt sèt               | sɛt sèt                   | sɛ sèt                    | sɛt set               | sɛt set                                      | sɛt set              | sɛt set              | siet siete(e)*      |
| '8'   | œ / œj eut / uèit     | œj / œi uech / ueit  | wɛit ueit             | ɥeʧ uèch                  | ɥɛ/ɥɛʧ vuech              | bujt (bal. vujt) vuit | bujt (val. wit) vuit (val. huit)             | wejt ueit            | bujt vuit            | wejto ueito (ocho)* |
| '9'   | nɔw nòu               | nɔw nòu              | nɔw nau               | nɔw nòu                   | nɔw nòu                   | nɔu nou               | nɔu nou                                      | nɔu nou              | nɔu nou              | nueu (nueve)* nueu  |
| '10'  | de detz               | diɛ~de dietz         | dɛʦ dètz              | dɛʦ dètz                  | dɛs dètz                  | dɛu deu               | dɛu deu                                      | dɛu deu              | dɛu deu              | djeθ diez           |
Els numerals '1' i '2' distingeixen entre formes de masculí i femení.
*: Les formes aragoneses marcades van ser castellanitzades; tot i així darrerament s'han anat recuperant, sobretot en els neoparlants, les formes que s'empraven en la scripta medieval.

## Comunitat catalano-occitana
El gal·loromanisme del català ressalta davant la presència d'equivalències com les que segueixen: glop; dallar/dalhar; talent; julivert/jolverd; nebot; fiçó/fisson; empeltar/empeutar; suc/chuc; xapar/chapar; tustar; rampoina/rampònha, rampòina; esma/èsme, èime; bocagròs; lletraferit/letraferit; culcosit/cuolcosit, cuolcosut; tabustar, tabuixar/tabustar, tabussar; biaix/biais; foll/fòl (gos foll/gos fòl); fonyar/fonhar; record/recòrd; regòrd 'anyell tardà'; rai (interjecció); els sinònims de 'vegada' (vegada, volta/vòlta, vòuta, cop/còp, viatge), etc. (Le Dû, Le Berre i Brun-Trigaud 2005; recerca personal). I la nombrosa fraseologia: al bell mig/al bèl mièg; mig figa-mig raïm/ n'estre ni figo ni rasin [n'èstre ni figa ni rasim]; són figues d'un altre paner/acò's de figo d'un autre panié [aquò's de figas d'un autre panier] (Mistral) [cast. ser harina de otro costal]; no tenir ni suc ni bruc 'no tenir substància o gràcia'; n'a ni chuc ni muc 'ni goût ni saveur, il est sans valeur' (Alibert 1966); té les mans foradades/a li man traucado [a lei mans traucadas] «c'est un panier percé, un prodigue» (Mistral); esser com ets ases d'Artà, que en veure es bast ja suen (DCVB)/l'ase de Rigaud: suso en vesènt lou bast [l'ase de Rigaud, susa en vesent lo bast] (Mistral). No s'allibera de tals igualacions la paremiologia meteorològica, amb estructures molt semblants (vegeu Mistral): cel rogent, pluja o vent/occ. cèu rougen, plueio o vènt [cèu rogent, plueja o vent]; abril no et llevis un fil/occ. en abrieu, quites pas un fièu [en abriu, quites pas un fiu]; quan el març no marceja, abril abrileja/occ. març marçolege, abriu abriulege.